# Strada statale 575 di Troina
La strada statale 575 di Troina (SS 575) è una strada statale italiana che si sviluppa nella parte nord-orientale della provincia di Enna.
Nel 2021 si è cominciato a parlare di un eventuale ammodernamento dell'arteria con la costruzione di viadotti e varianti per modernizzare l'attuale tortuoso tracciato, rendendo così l'arteria molto più scorrevole.

## Percorso
La strada ha inizio dal centro abitato di Troina e con percorso tipicamente di montagna, assume direttrice sud-est fino alle località di Ciappulla e di Ferraro. Da qui prosegue costeggiando il fiume di Sotto di Troina per quasi tutto il suo percorso. A pochi km dalla foce, la strada vira verso est, innestandosi sulla Strada statale 121 Catanese presso Ponte Maccarone, sul fiume Simeto.
L'infrastruttura era prima classificata come strada provinciale Troina-Carcaci; a seguito dell'istituzione della provincia di Enna, quest'ultima non poteva permettersi esuberi per la manutenzione stradale. Con la costruzione della diga dell'Ancipa, l'arteria registrò un'intensificazione del traffico per il trasporto dei materiali, e la provincia si trovò nella situazione di non riuscire a far fronte alle spese necessarie. Il Ministero dei lavori pubblici tramite varie ordinanze provvide quindi al trasferimento di proprietà di tale strada dalla provincia di Enna all'ANAS e alla sua classificazione come SS 575, numerazione che un tempo comprendeva anche l'attuale tratto della SS 121 tra Ponte Maccarone e Paternò.

### Tabella percorso
| di Troina |                                  |      |           |
| Tipo      | Indicazione                      | ↓km↓ | Provincia |
|           | Troina dell'Etna e delle Madonie | 0,0  | EN        |
|           | Carcaci                          | 30,8 | EN        |
|           | Catanese                         | 32,7 | EN        |